# Lac de Guiers
Lac de Guiers – największe, słodkowodne jezioro w Senegalu, położone w jego północnej części, na południe od miast Richard Toll i Rosso. Odgrywa istotną rolę w zaopatrzeniu w wodę stolicy kraju, Dakaru, który jest połączony z jeziorem podziemnym rurociągiem. 

## Geografia
Jezioro Guiers ma długość ok. 35 km i szerokość 8 km. Jest zasilane przez rzekę Ferlo, płynącą z południowego wschodu i wpływającą do jeziora od południa. Jezioro było połączone od strony północnej poprzez tzw. Portugalską Rzekę z rzeką Senegal, dopóki połączenie to zostało zastąpione przez prostoliniowy kanał wiodący do miasta Richard Toll. Jego długość wynosi 16,6 km, a szerokość 40 m. W zależności od pory roku i poziomu wody w Senegalu, woda z jeziora płynie albo na północ do rzeki, albo w czasie wysokiej wody w rzece sytuacja jest odwrotna i woda z rzeki płynie na południe do jeziora. Brzegi jeziora, o średniej głębokości 1,3 m, są w większości urodzajne, a szczególnie ich północna część, gdzie, na polach nawadnianych wodą z jeziora, szeroko uprawiana jest trzcina cukrowa.

## Historia
Jezioro ma bogatą historię i wchodziło w skład państw Takrur, Walo i Dżolof. Na zachodnim brzegu, na terenie istniejącej obecnie osady Nder, leżała trzecia i ostatnia stolica państwa Walo. Wcześniej jezioro było nazywane, od nazwy ludu Fulbe, jako Lac du Panier Foule lub Pania Fuli.

## Biologia
Jezioro Guiers zostało uznane ostoją ptaków IBA przez organizację BirdLife International. Do najważniejszych gatunków należą: flaming mały, ibis kasztanowaty, warzęcha zwyczajna, rybitwa białoskrzydła i prinia rzeczna. 